# Hospital de La Línea de la Concepción
El Hospital de La Línea de la Concepción (también denominado Hospital Comarcal de La Línea de Concepción) es un hospital situado en el municipio español de La Línea de la Concepción en la provincia de Cádiz, Andalucía.

## Descripción
Tiene una superficie de 34.675 metros cuadrados y una capacidad de 332 camas. Quedó plenamente operativo el 23 de junio de 2018.
Reemplazó al antiguo hospital situado en la Avenida Menéndez Pelayo, inaugurado en la dictadura de Francisco Franco en 1970 y que a su vez ampliaba a otro hospital de principios del siglo XX situado junto a éste, que seguía operativo hasta la fecha indicada.

#### Características
El Hospital de La Línea incluye:
- un servicio de Resonancia Magnética Nuclear. Asimismo,
- el área quirúrgica dispone de nueve quirófanos (dos de ellos de obstetricia),
- 48 módulos de consultas externas,
- 19 salas de exploraciones y una
- Unidad de Cuidados Intensivos con capacidad para ocho personas.